# Friedrich Ludwig Mallet

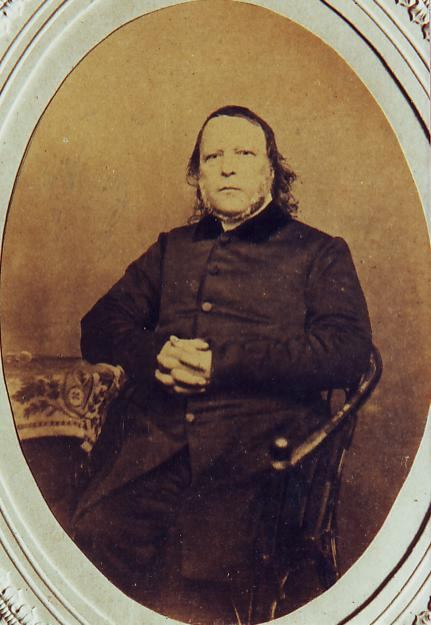
Friedrich Ludwig Mallet

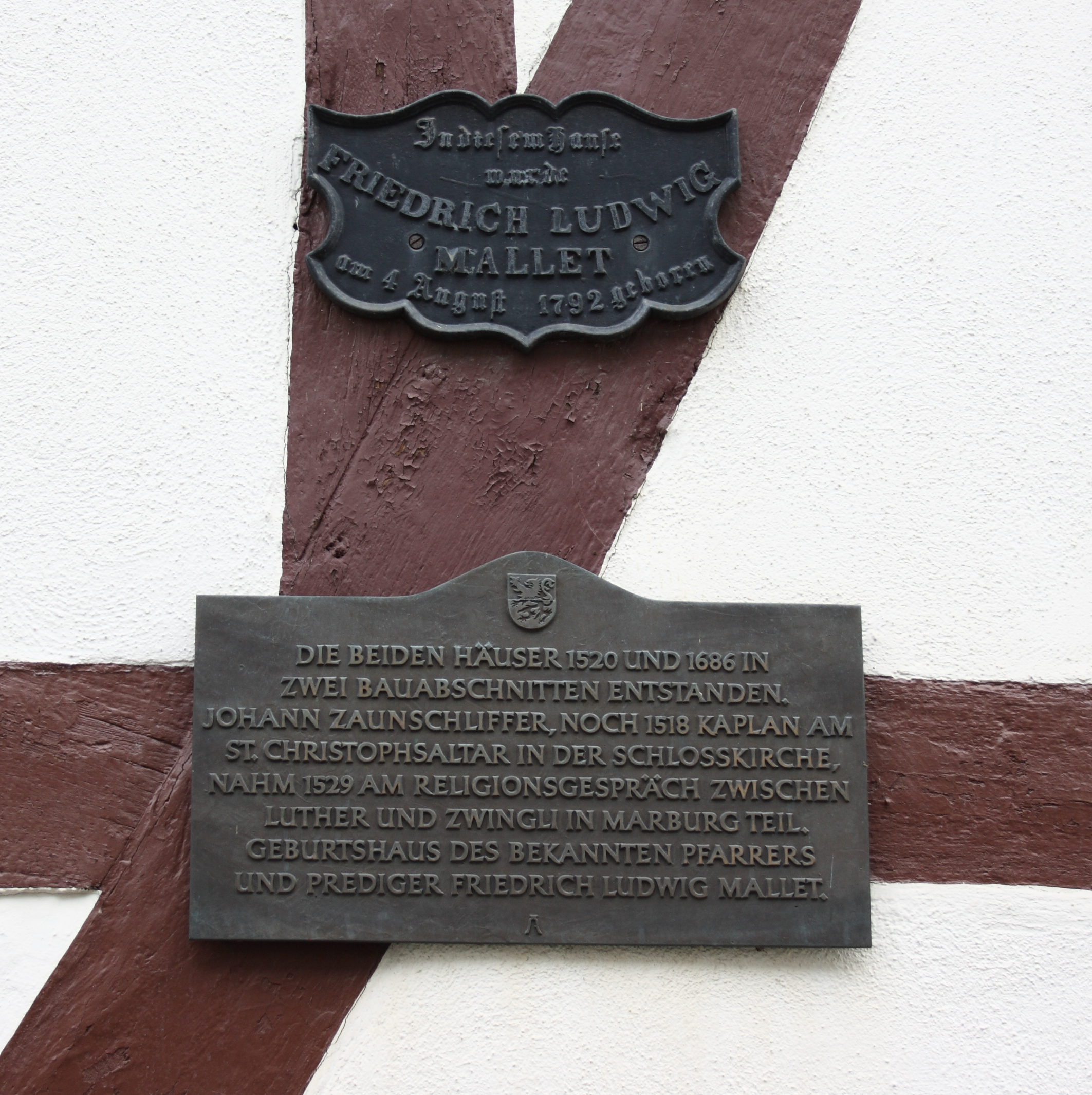
Gedenktafel für Mallet an seinem Geburtshaus

Friedrich Ludwig Mallet (* 4. August 1792 in Braunfels; † 5. Mai 1865 in Bremen) war ein Bremer reformierter Pastor. Er gehörte zu den bedeutenden Predigern der Erweckungsbewegung des 19. Jahrhunderts.

## Leben
Mallet verlor früh seinen Vater, der fürstlicher Kammersekretär war. Aufgenommen wurde er vom Schlossprediger Hermann Müller, der ihn 1809 nach Bremen mitnahm, als er eine Stelle als Prediger an der St. Stephanikirche in Bremen antrat. Mallet besuchte das Alte Gymnasium Bremen. Er absolvierte sein Theologiestudium an der Hohen Schule Herborn und an der Universität Tübingen.
In Tübingen schloss er sich der patriotisch – pietistischen Studentenbewegung an. Er war anfänglich mit dem radikalen Burschenschafter Karl Ludwig Sand befreundet, dem späteren Mörder des August von Kotzebue. Mallet nahm 1813/14 in patriotischer Begeisterung an den Befreiungskriegen bei der Nassauischen Landwehr teil, weswegen ihn Ludwig Hofacker noch 1830 einen „deutschen Jüngling im deutschen Rock“ nannte. Merkwürdigerweise war Mallets politische Überzeugung sehr eng mit Impulsen verbunden, die er bereits in jungen Jahren aus der Erweckungsbewegung erhalten hatte.
1815 predigte er an der Bremer Michaeliskirche und 1817 wurde er hier fest als Pastor berufen. 1827 wechselte er an die St. Stephanikirche. Er pflegte intensive Beziehungen zu Johann Gerhard Oncken, dem Begründer der deutschen Baptistengemeinden und lud ihn in den 1820er Jahren zu Verkündigungsdiensten nach Bremen ein. Auch arbeitete er mit Oncken auf dem Gebiet der Traktatmission und Bibelverbreitung zusammen. Die von Mallet initiierte Gründung der Bremischen Bibelgesellschaft rührte aus dieser Beziehung. Eine gemeinsam mit Oncken geplante Sonntagsschularbeit scheiterte am Widerstand des Bremer Senats.
1831 gründete Mallet den Jünglings und Gesellenverein, 1834 den Hülfsverein für Jünglinge, beides wichtige Keimzellen der evangelischen Jugendarbeit. Er war 1836 Mitgründer der Norddeutschen Mission, die seit 1851 ihren Sitz in Bremen hatte. 1856 erwarb an der Universität Halle den theologischen Doktortitel.
In seinen Predigten und Schriften wandte Mallet sich gegen die liberalen Strömungen innerhalb der Theologie. So versuchte er 1844 im Bremer Kirchenstreit als Leiter des Geistlichen Ministeriums von Bremen (Gesamtvertretung der Pfarrerschaft) erfolglos den Ausschluss des liberalen Pastors Wilhelm Nagel zu bewirken, was der Bremer Senat mit der Erklärung von 1845 ablehnte und damit die Kirchenfreiheit in Bremen beispielhaft auch für andere Regionen deutlich bestätigte.
Er nahm sich gleichzeitig seelischer und sozialer Nöte seiner Zeitgenossen an. Ein besonderes Anliegen waren ihm die reisenden Handwerkergesellen. Seine Verkündigung war christuszentriert und von Einfallsreichtum gekennzeichnet. Mit den Bremer Pastoren Gottfried Menken und Georg Treviranus galt der konservative Mallet in Bremen als „das Dreigestirn der großen Eiferer für den Glauben“.

## Schriften in Auswahl
- Über den Heiligen- und Bilderdienst in der römischen Kirche als Antwort auf die Entgegnung des Herrn Pastor Propst. Kaiser, Bremen 1842 Digitalisat
- Passions- und Festpredigten, 1859
- Predigten und Reden, 1867
- Neues und Altes, 1868